# Денисова Олександра Іванівна
Денисова Олександра Іванівна (22 травня 1924 — 23 вересня 2005) — український вчений-гідрохімік, доктор географічних наук, завідувач відділу гідрохімії Інституту гідробіології НАН України, лауреат Державної премії (1972).

## Біографія
Народилася 22 травня 1924  в с. Кощеєво, Івановська область, РФ. У 1947 р.  закінчила Київський інститут харчової промисловості. Працювала змінним хіміком на заводі технічного спирту в Івановській області.
З 1951 року — в Інституті гідробіології НАН України, з 1963 — старший науковий співробітник, 1966—1969 роки і 1978—1987 роки — завідувач відділу гідрохімії. З 1987 року — провідний науковий співробітник.
У 1980 році в Гідрохімічному інституті (м. Ростов-на-Дону) захистила докторськуську дисертацію, присвячену дослідженню гідрохімічного режиму водосховищ дніпровського каскаду за спеціальністю «гідрохімія».
З 1989 року працювала в Українському НДІ водогосподарсько-екологічних проблем.

## Наукова діяльність
Досліджувала закономірності формування гідрохімічного режиму різних водойм України, кругообігу та балансу речовин у водоймах сповільненого стоку в умовах антропогенного впливу. Розробила прогноз хімічного складу води дніпровських водосховищ та каналів півдня України.
Лауреат Державної премії України в галузі науки і техніки 1972 року.

## Наукові праці
- Формирование гидрохимического режима водохранилищ Днепра и методы его прогнозирования. — К., 1979.
- Водохранилища и их воздействие на окружающую среду — К., 1986.(в соавторстве)
- Гидрология и гидрохимия Днепра и его водохранилищ. — К., 1989. (в соавторстве)